# When a Blind Man Cries
When a Blind Man Cries est une chanson du groupe britannique de rock Deep Purple, sortie en 1972. Elle est à l'origine sortie en tant que face B sur le single Never Before. Elle a été enregistrée pendant les sessions d'enregistrement de l'album Machine Head en décembre 1971.

## Histoire
When a Blind Man Cries a été enregistrée lors des sessions d'enregistrement de l'album Machine Head en décembre 1971. Mais elle ne trouva pas sa place sur l'album, car le guitariste Ritchie Blackmore ne l'aimait pas, et elle sortit plutôt en face B du single Never Before. Elle sera finalement intégrée à l'album, comme chanson bonus, quarante ans plus tard.
Ritchie Blackmore n'a jamais voulu jouer la chanson ; elle ne l'a été que lorsqu'il fut remplacé. C'est le cas le 6 avril 1972 au Québec, alors que Randy California remplaçait Blackmore qui était malade. Elle a également été jouée en décembre 1993 avec Joe Satriani, pendant la tournée de The Battle Rages On, celui-ci remplaçant temporairement Blackmore qui a quitté la tournée le 17 novembre. Et à partir du moment où  Steve Morse a intégré le groupe en 1994 en tant que guitariste, la chanson a été jouée régulièrement en concert et apparaît sur plusieurs de leurs albums live.
De plus, la chanson a également été publiée sur le CD/DVD Gillan's Inn de Ian Gillan, avec le guitariste aveugle Jeff Healey.
En 2023, la chanson est revenue sur leur setlist avec le nouveau guitariste Simon McBride.

## Caractéristiques
La tonalité du morceau est Si mineur (Bm), et il est joué à un tempo de 66 battements par minute.

## Personnel
- Ian Gillan – chant
- Ritchie Blackmore – guitare
- Roger Glover – basse
- Jon Lord – claviers
- Ian Paice – batterie

## Reprises
La chanson a été reprise par plusieurs musiciens :
- Axel Rudi Pell sur l'album Nasty Reputation, sorti en 1991[4] ;
- Stuat Smith (en), avec comme invité Richie Sambora du groupe Bon Jovi, sur l'album Heaven and Earth sorti en 1999[5] ;
- Turbo sur l'album Awatar, sorti en 2001[6] ;
- Ian Gillan, avec Jeff Healey en invité, sur l'album solo de Gillan, Gillan's Inn, sorti en 2006[7] ;
- Gary Barden (en) sur l'album de reprises Rock n' Roll My Soul, sorti en 2010[8] ;
- Metallica sur l'album collectif de reprises Re-Machined: A Tribute to Deep Purple's Machine Head, sorti en 2012[9]. La chanson figure également sur le troisième disque de l'album Hardwired… to Self-Destruct, sorti en 2016.